# Neuer jüdischer Friedhof (Offenbach am Glan)

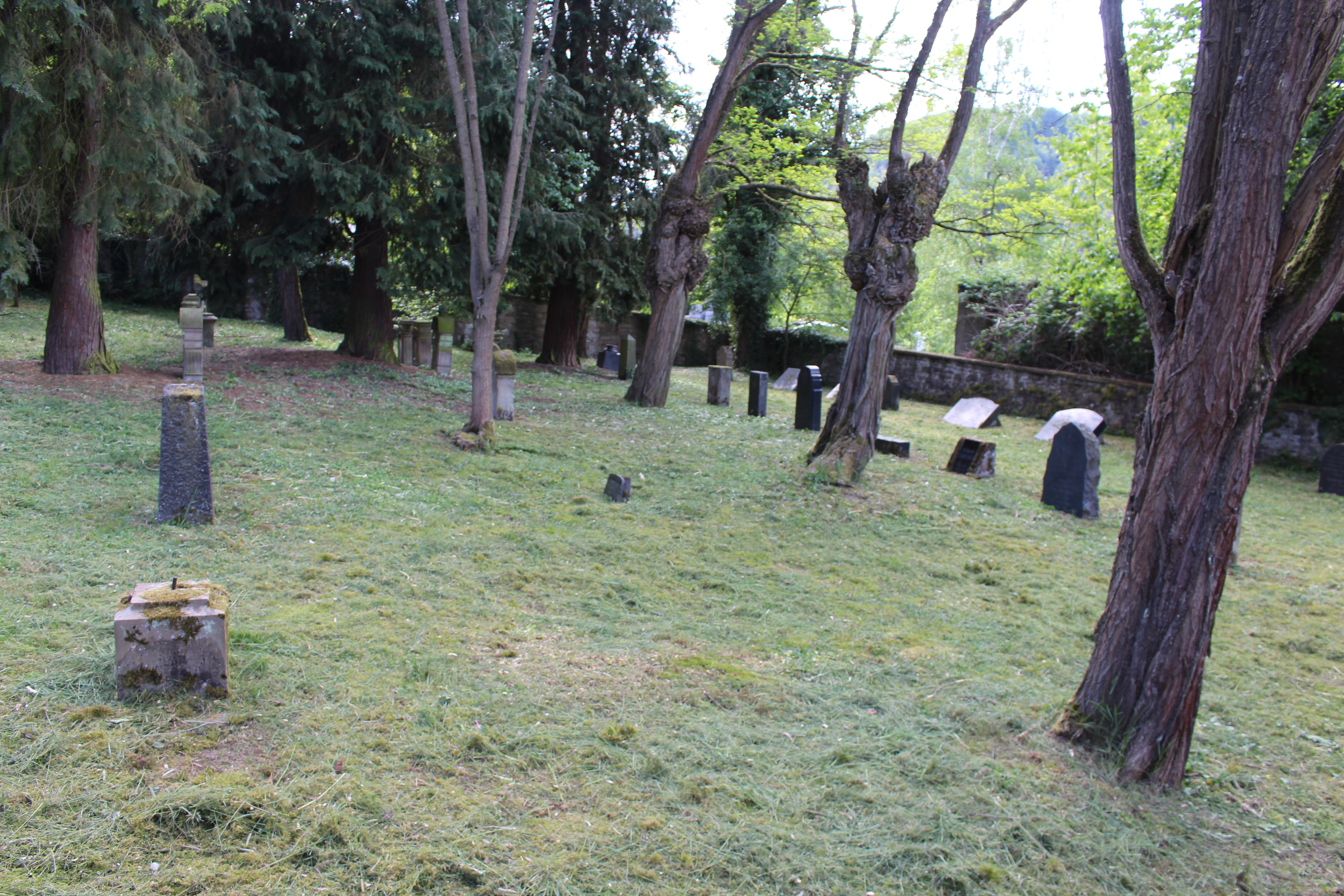
Neuer jüdischer Friedhof in Offenbach-Hundheim

Der neue jüdische Friedhof Offenbach am Glan ist ein Friedhof in der Ortsgemeinde Offenbach-Hundheim im Landkreis Kusel in Rheinland-Pfalz. Er steht als Kulturdenkmal unter Denkmalschutz.
Der jüdische Friedhof liegt südöstlich der B 420 und des Glan zwischen Schulweg und Glanblick.
Auf dem 1064  m² großen umfriedeten Friedhof, der 1887 angelegt und bis 1937 belegt wurde, befinden sich 41 Grabsteine.